# Stenbockhuis

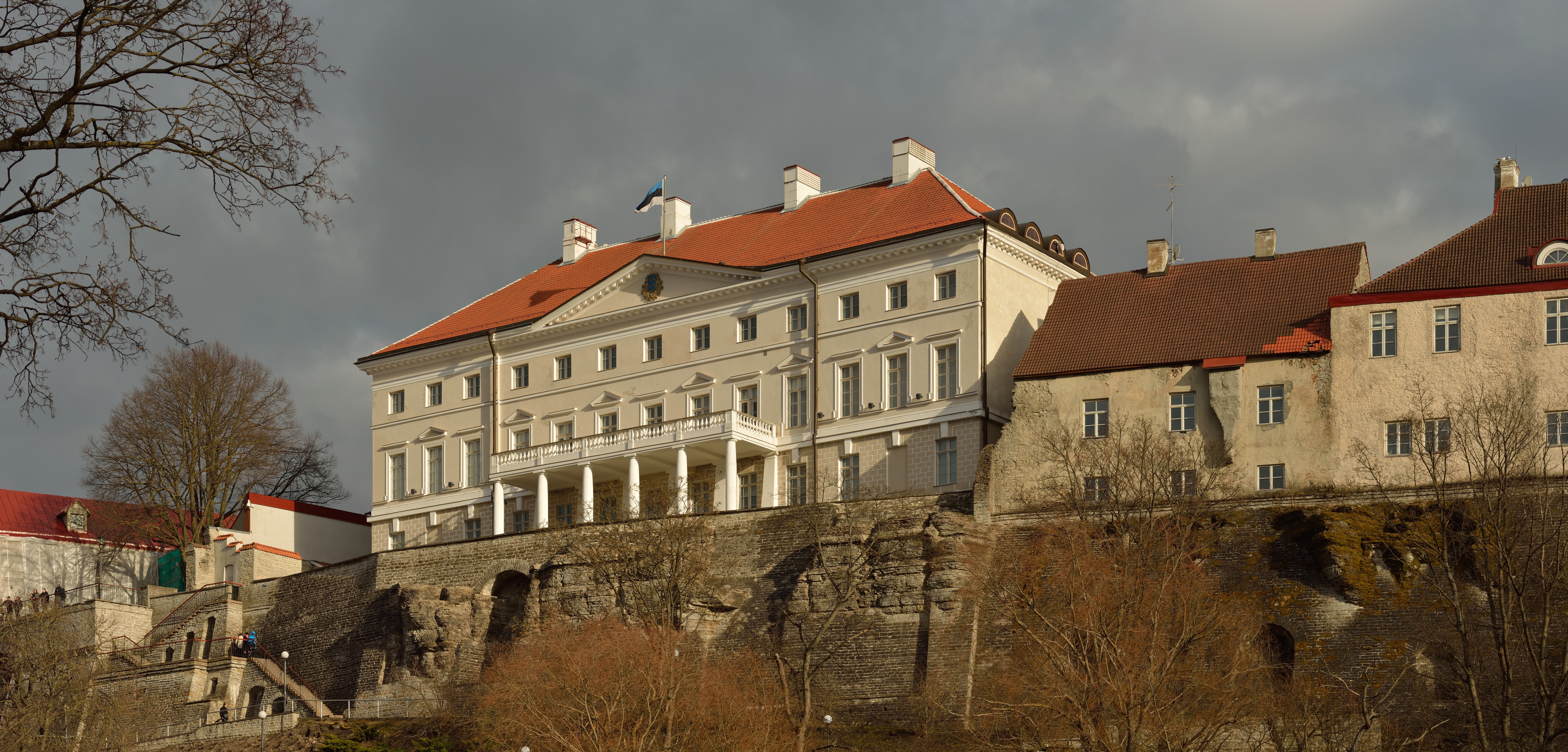
Het Stenbockhuis

Het Stenbockhuis (Estisch: Stenbocki maja, Duits: Stenbock-Haus of Stenbocksches Haus) is een gebouw in Toompea, het hooggelegen deel van Vanalinn, de historische binnenstad van Tallinn, de hoofdstad van Estland. Het gebouw is de zetel van de Estlandse regering.

## Geschiedenis
In 1783 begon de regering van het toenmalige Gouvernement Estland binnen het Keizerrijk Rusland op aansporing van de regering in Sint-Petersburg plannen te maken voor een aantal nieuwe overheidsgebouwen in Reval, toen de naam voor Tallinn. Het gebouw dat later het Stenbockhuis zou worden, was oorspronkelijk gepland als gerechtsgebouw. De architect Johann Caspar Mohr ontwierp het gebouw. Rijke inwoners van de stad konden meedingen naar de bouwopdracht. De keus viel op graaf Jakob Pontus Stenbock (1744-1824), telg van een adellijke familie van Zweedse oorsprong en bezitter van een aantal landgoederen op het eiland Hiiumaa. Hij nam op zich het gerechtsgebouw te bouwen voor 72.000 roebel.

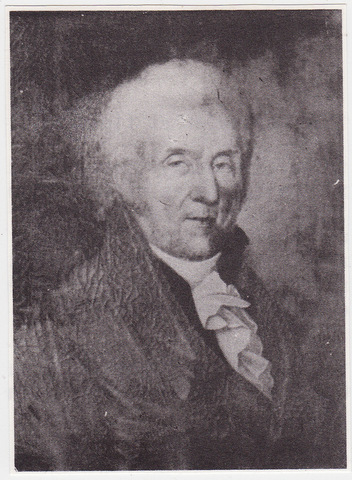
Jakob Pontus Stenbock

De bouw begon in 1787. Sint-Petersburg zette echter in hetzelfde jaar de financiering stop in verband met de zesde Russisch-Turkse Oorlog, die een zwaar beslag legde op de staatsfinanciën. Het Gouvernement Estland zag zich gedwongen om de betalingen aan Stenbock stop te zetten. Bij wijze van compromis mocht hij het half afgemaakte gebouw houden. Stenbock liet het afbouwen (vermoedelijk kwam het gereed in 1792) en ging er zelf wonen in de tijden dat hij in Tallinn verbleef. Het gebouw kreeg zijn naam. In 1828, enkele jaren na zijn dood, werd het gebouw verkocht. Het wisselde een aantal malen van eigenaar en kwam in 1891 in handen van het Gouvernement Estland, dat er, honderd jaar later dan gepland, toch nog een gerechtsgebouw van maakte.
Toen Estland in 1919 onafhankelijk was geworden, werd het gebouw eigendom van de nieuwe staat. Het kreeg de functie van rahukohus (vergelijkbaar met een kantongerecht in Nederland). De straat waaraan het gebouw ligt, heet nog steeds Rahukohtu tänav. Tussen 1944 en 1987, in de tijd van de Sovjetbezetting, fungeerde het gebouw onder andere als opleidingsinstituut, kantoor en ten slotte weer als gerechtsgebouw. Intussen werd het onderhoud van het gebouw verwaarloosd. In 1987 werd het ontruimd wegens instortingsgevaar.
Toen Estland in 1991 zijn onafhankelijkheid had hersteld, was het gebouw nog steeds staatseigendom. Tussen 1996 en 2000 onderging het een grootscheepse renovatie. Daarbij moesten vrijwel alle plafonds, binnenmuren, ramen en deuren, en ook het dak vervangen worden. In 2000 verhuisde de Estlandse regering van het Toompeakasteel naar het Stenbockhuis. Op 8 augustus van dat jaar vergaderde de regering voor het eerst in haar nieuwe onderkomen.

## Architectuur
Het Stenbockhuis is opgetrokken in neoklassieke stijl. Aan de achterzijde bevindt zich een balkon dat steunt op zes zuilen en twee pilasters. Het gebouw staat aan de rand van de Domberg (Toompea) en de achterzijde kijkt uit over het Dompark op het Baltische Station. De achterzijde is niet toegankelijk, maar wel goed zichtbaar vanaf de voet van de Domberg. Aan de voorzijde ligt een binnenplaats, omringd door enkele minder monumentale bijgebouwen. Daar loopt de Rahukohtu tänav langs; het Stenbockhuis is vanaf die kant dus niet zichtbaar. Aan de muur van een van deze bijgebouwen is een plaquette aangebracht met de namen van de leden van het Estlandse parlement en de Estlandse regering die zijn omgekomen in de jaren van de Sovjetbezetting, vanaf 1940. De voorzijde van het Stenbockhuis is versierd met zes pilasters, gemaakt uit dolomiet van Saaremaa.

## Foto’s

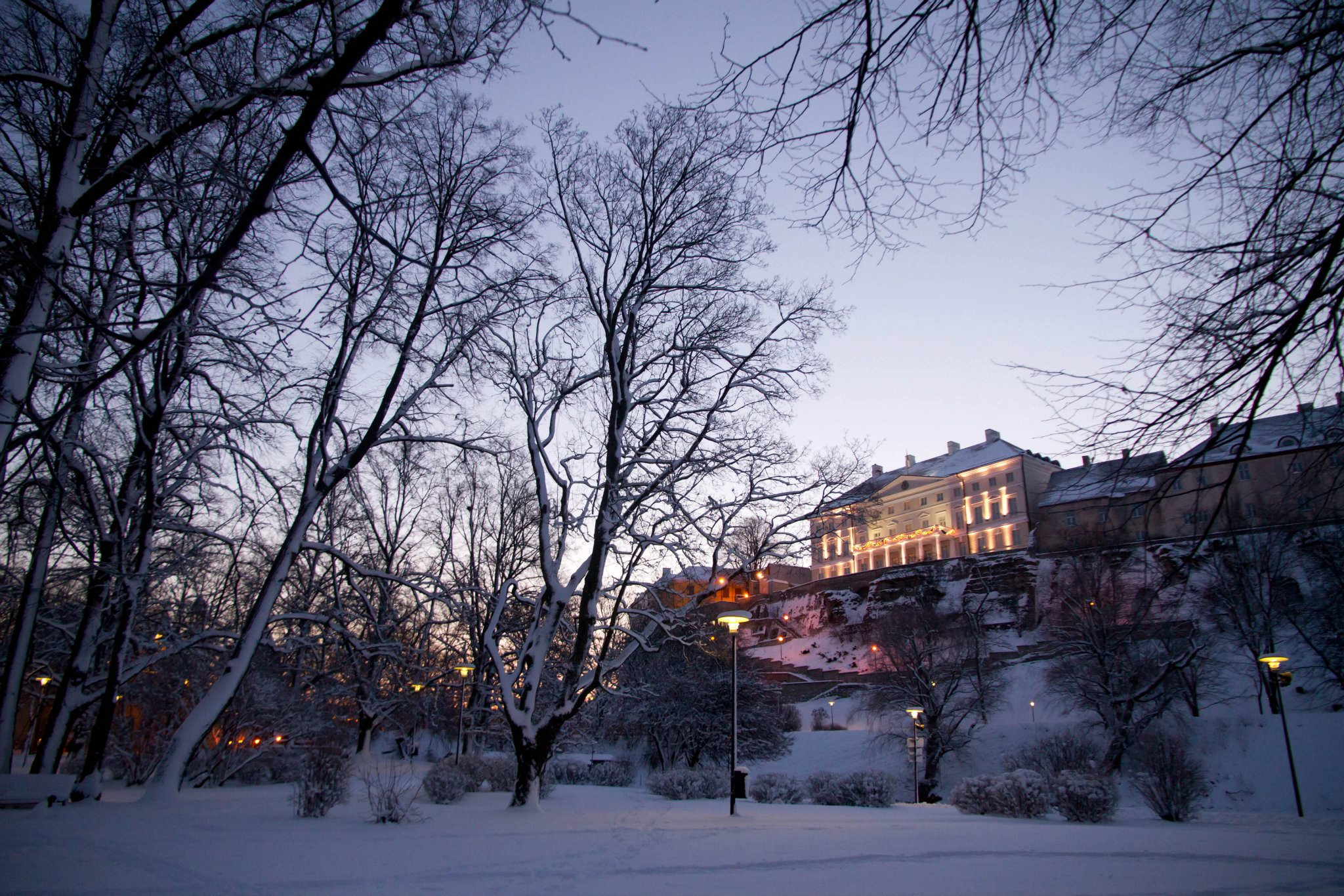
Het Stenbockhuis vanaf het Dompark op een winterse dag
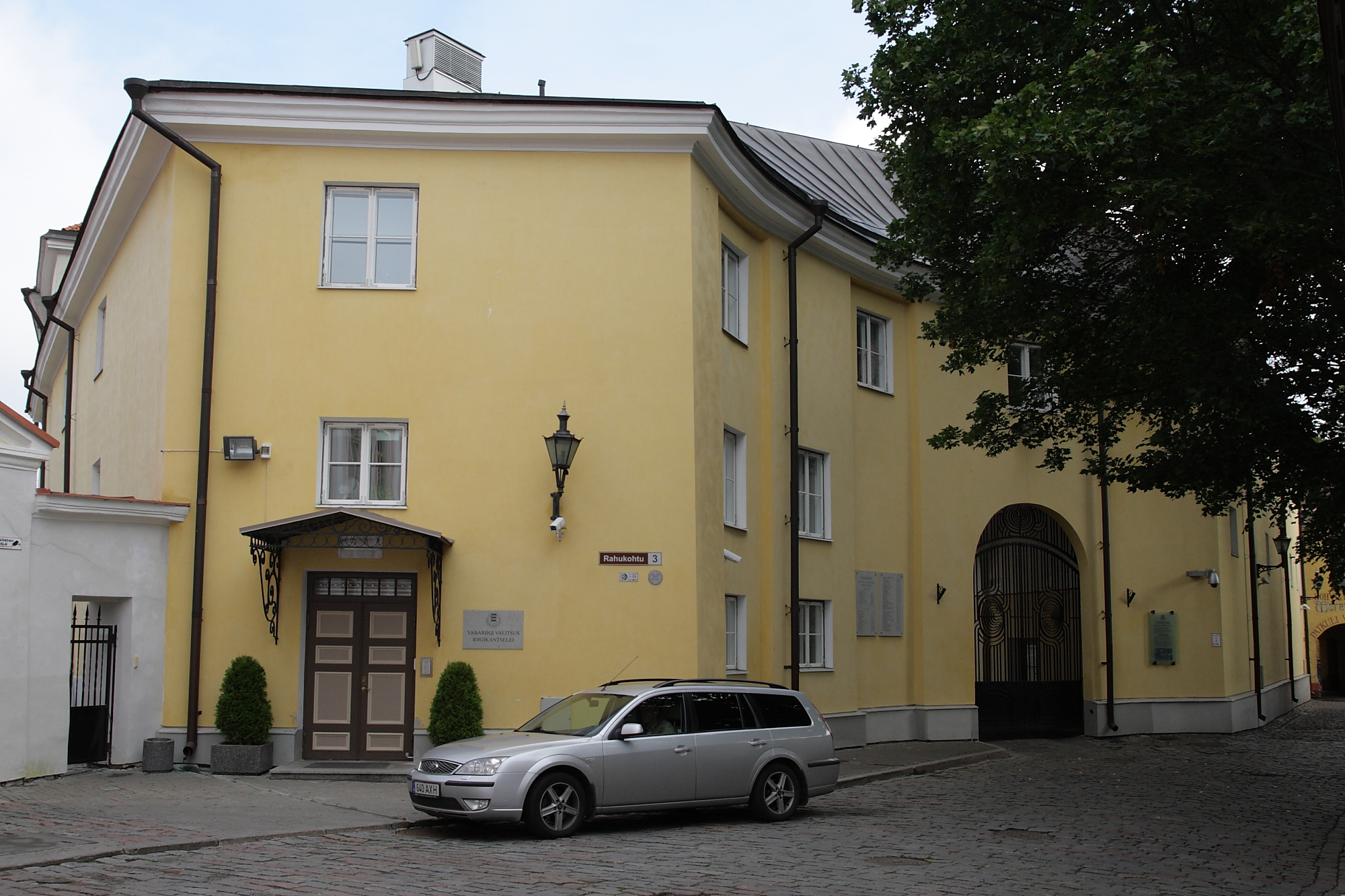
Toegangen tot het Stenbockhuis
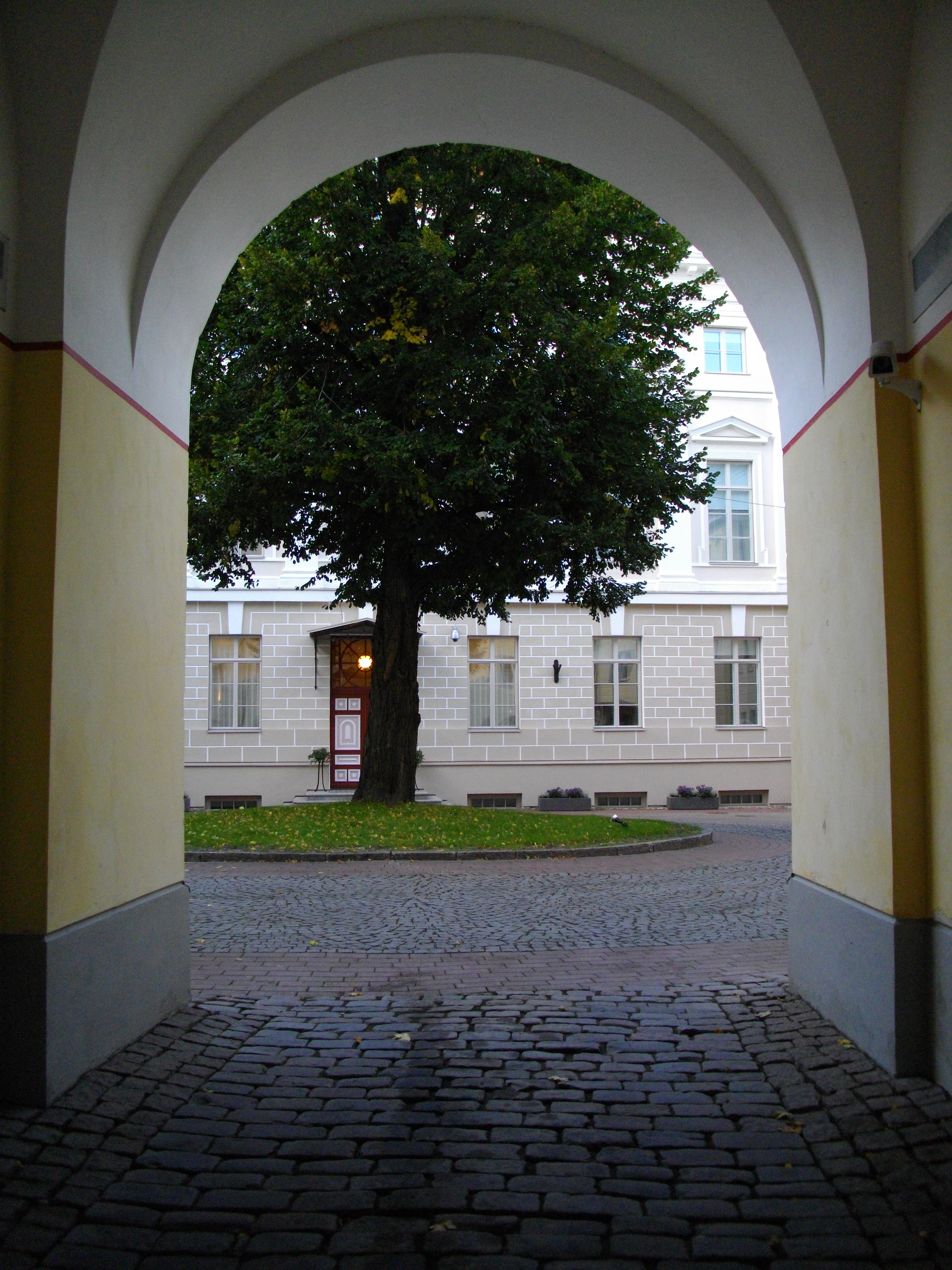
De binnenplaats
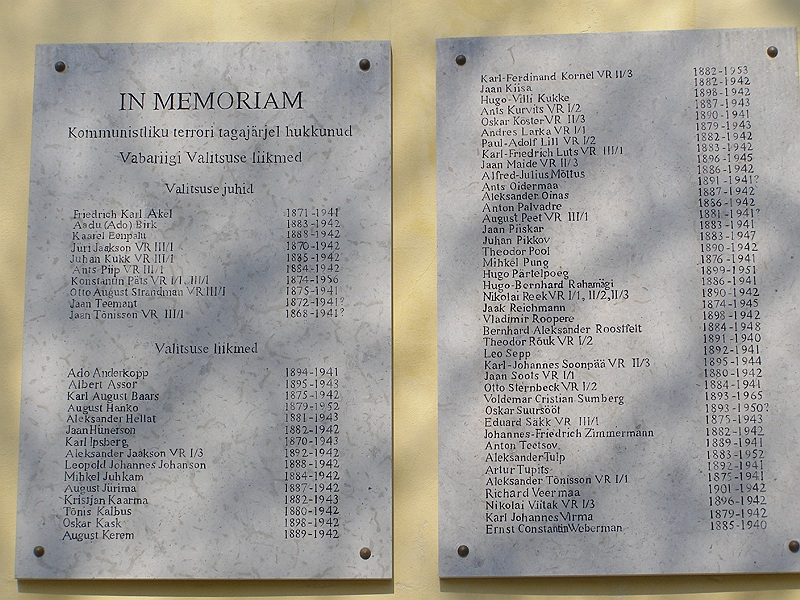
Plaquette aan de muur van het Stenbockhuis